# Tatiana Maslany
Tatiana Maslany (Regina, 22 de setembre de 1985) és una actriu de cinema, teatre i sèries de televisió canadenca. Ha actuat en diverses sèries de televisió canadenques, britàniques, i americanes. Actualment és la protagonista d'Orphan Black del canal BBC America, amb què va guanyar un Critics' Choice Television Award i un TCA Award el 2013. El 2022 apareix a l'Univers cinematogràfic de Marvel interpretant-hi l'advocada Jennifer Walters/She-Hulk per a la sèrie de Disney+ She-Hulk: Attorney at Law.

## Biografia

### Vida personal
Maslany va néixer a Regina, Saskatchewan, Canadà, d'una mare traductora i un pare fuster. Té 2 germans més joves. Maslany té ascendència ucraïnesa, polonesa, alemanya, austríaca, i romanesa; i a part d'anglès, parla francès, alemany i una mica d'espanyol. Va començar dansa quan tenia quatre anys i es va passar al teatre i musicals quan en tenia nou. En la secundària (a Dr. Martin LeBoldus High School), va participar en grups d'actuació i improvisació de l'escola, i es va graduar el 2003.
Des de 2011 fins 2019 va mantenir una relació amb Tom Cullen.

### Carrera
Maslany va ser una de les actrius d'una sèrie canadenca del 2002 2030 CE. Va interpretar a Ghost a la pel·lícula del 2004, Ginger Snaps 2: Unleashed. Maslany va fer improvisació còmica durant deu anys. També va fer teatre improvisacional. El 2007, Maslany va aparèixer a The Messengers com a Lindsay Rollins. També va actuar a la sèrie de la CBS, Heartland. Al setembre del 2008, va interpretar a la Penny, una victima de segrest a la sèrie canadenca Flashpoint.
Maslany va aparèixer cam a Sarah Wexlar, la filla addicta a l'heroïna del Dr. Tom Wexlar en la segona temporada de la comèdia/drama canadenca Being Erica el 2010. I va interpretar la protagonista, la Verge Maria, mare de Jesús, a la sèrie britànica The Nativity. Va aparèixer a Grown Up Movie Star com a Ruby, un paper que li va fer guanyar un premi especial del jurat al paper estel·lar al Festival de Cinema de Sundance de 2010. També va interpretar a la Hannah Simmons en un capítol de The Listener. El 2012, Maslany va interpretar la protagonista Claire al llargmetratge Picture Day, pel que va guanyar un Borsos Award per la Millor Actuació en el Whistler Film Festival. Maslany protagonitza actualment, com a diversos clons, en la sèrie original de 2013 de la BBC America i Space, Orphan Black. Va guanyar un Critics' Choice Television Award i un TCA Award per la sev actuació en la sèrie.

## Filmografia

### Cinema
| Any  | Títol                     | Paper                | Notes                 |
| ---- | ------------------------- | -------------------- | --------------------- |
| 2003 | The Recital               | Diana Mills          | Curtmetratge          |
| 2004 | Ginger Snaps 2: Unleashed | Fantasma             |                       |
| 2007 | The Messengers            | Lindsay Rollins      |                       |
| 2007 | Promeses de l'est         | Tatiana              | Narradora             |
| 2007 | Diary of the Dead         | Mary Dexter          |                       |
| 2007 | Late Fragment             | India                |                       |
| 2008 | Flash of Genius           | Older Kathy          |                       |
| 2009 | Defendor                  | Olga                 |                       |
| 2009 | Grown Up Movie Star       | Ruby                 |                       |
| 2009 | Hardwired                 | Punk Red             |                       |
| 2010 | Up & Down                 | Nena                 | Curtmetratge          |
| 2010 | In Redemption             | Margaret             |                       |
| 2010 | Toilet                    | Lisa                 |                       |
| 2011 | Seven Sins: Lust          | Dona (veu)           | Curtmetratge          |
| 2011 | Darla                     | Amiga                | Curtmetratge          |
| 2011 | The Entitled              | Jenna                |                       |
| 2011 | Violet & Daisy            | April                |                       |
| 2012 | Waiting for You           |                      | Curtmetratge          |
| 2012 | The Vow                   | Lily                 |                       |
| 2012 | Picture Day               | Claire               |                       |
| 2012 | Blood Pressure            | Kat                  |                       |
| 2014 | Cas and Dylan             | Dylan Morgan         |                       |
| 2015 | Woman in Gold             | Maria Altmann (jove) |                       |
| 2016 | The Other Half            | Emily                |                       |
| 2016 | Two Lovers and a Bear     | Lucy                 |                       |
| 2016 | Apart From Everything     | Fran                 | Curtmetratge          |
| 2017 | Stronger                  | Erin Hurley          |                       |
| 2018 | Destroyer                 |                      | en procés de filmació |

### Teatre
| Any     | Títol                                            | Paper                                        | Indret                       | Ref.        |
| ------- | ------------------------------------------------ | -------------------------------------------- | ---------------------------- | ----------- |
| 1995    | Oliver!                                          | Orphan                                       | Regina Summer Stage          | [ 8 ] [ 9 ] |
| 2003-04 | The Secret Garden                                | Mary                                         | Globe Theatre, Regina        | [ 10 ]      |
| 2006    | George Dandin                                    | Angel                                        | Globe Theatre, Regina        | [ 11 ]      |
| 2007    | Cançó de Nadal                                   | Belle, Agnes, muller de Debtor, Fan, Belinda | Globe Theatre, Regina        | [ 11 ]      |
| 2009    | Dog Sees God: Confessions of a Teenage Blockhead | Germana de CB                                | Six Degrees Theatre, Toronto | [ 12 ]      |
| 2012    | Other People                                     | Petra                                        | Tank House Theatre, Toronto  | [ 13 ]      |

### Televisió
| Any       | Títol                               | Paper | Notes                                                            |
| --------- | ----------------------------------- | --- | ---------------------------------------------------------------- |
| 1997–2002 | Incredible Story Studios            | Diversos papers | ? episodis                                                       |
| 1999      | Subterranean Passage                | Narradora |                                                                  |
| 2002–03   | 2030 CE                             | Rome Greyson | 7 episodis                                                       |
| 2004–06   | Renegadepress.com                   | Melanie | 4 episodis                                                       |
| 2005      | El coratge de Dawn Anna (Dawn Anna) | Lauren "Lulu" Dawn Townsend (12 anys) | Pel·lícula de televisió                                          |
| 2006      | Trapped!                            | Gwen | Pel·lícula de televisió                                          |
| 2006      | Booky Makes Her Mark                | Beatrice "Booky" Thomson | Pel·lícula de televisió                                          |
| 2006      | Prairie Giant                       | Recepcionista del Dr. Tommy | 2 episodis                                                       |
| 2007      | Stir of Echoes: The Homecoming      | Sammi | Pel·lícula de televisió                                          |
| 2007      | Sabbatical                          | Gwyneth Marlowe | Pel·lícula de televisió                                          |
| 2007      | The Robber Bride                    | Augusta | Pel·lícula de televisió                                          |
| 2007      | Redemption SK                       | Margaret | Mini-sèrie de televisió                                          |
| 2008      | Old Fashioned Thanksgiving          | Mathilda Bassett | Pel·lícula de televisió                                          |
| 2008      | Instant Star                        | Zeppelin Dyer | 8 episodis                                                       |
| 2008      | Would Be Kings                      | Reese | 2 episodis                                                       |
| 2008      | Flashpoint                          | Penny | Episodi: "Planets Aligned"                                       |
| 2008–10   | Heartland                           | Kit Bailey | 15 episodis                                                      |
| 2009      | The Listener                        | Hannah Simmons | Episodi: "One Way or Another"                                    |
| 2009–11   | Being Erica                         | Sarah Wexler | 4 episodis                                                       |
| 2010      | Cra$h & Burn                        | Lindsay | Episodi: "Closure"                                               |
| 2010      | Bloodletting & Miraculous Cures     | Janice | Episodi: "All Souls"                                             |
| 2010      | The Nativity                        | Verge Maria | 4 episodis                                                       |
| 2011      | Certain Prey                        | Clara Rinker | Pel·lícula de televisió                                          |
| 2011      | Alphas                              | Tracy Beaumont | Episodi: "Anger Management"                                      |
| 2012      | World Without End                   | Germana Mair | 7 episodis                                                       |
| 2013      | Cracked                             | Haley Coturno / Isabel Ann Fergus | Episodi: "Spirited Away"                                         |
| 2013–14   | Captain Canuck                      | Redcoat (veu) | 4 episodis                                                       |
| 2013–17   | Orphan Black                        | Sarah Manning / Elizabeth Childs / Alison Hendrix / Cosima Niehaus / Helena / Rachel Duncan / Tony Sawicki / Jennifer Fitzsimmons / Katja Obinger / Pupok (escorpí, veu) / Krystal Goderitch / Veera Suominen (M.K.) | Papers principals, 50 episodis; Productora de les temporades 3-5 |
| 2013      | Parks and Recreation                | Nadia Stasky | 2 episodis                                                       |
| 2015      | BoJack Horseman                     | Mia McKibbin (veu) | Episodi: "Let's Find Out"                                        |
| 2016      | Robot Chicken                       | Barbie (veu) | Episodi: "Hopefully Salt"                                        |

## Premis i nominacions
La cerimònia dels Premis Juno del 2013 es va fer a Regina, la ciutat natal de Maslany, i va ser triada per ser una de les presentadores.
| Any  | Premi                                          | Categoria                                                                                             | Obra                              | Resultat  | Ref.   |
| ---- | ---------------------------------------------- | --- | --------------------------------- | --------- | ------ |
| 2005 | Premis Gemini                                  | Millor actuació en un programa o sèrie infantil o juvenil                                             | Renegadepress.com                 | Nominat   | [ 15 ] |
| 2009 | Premis Gemini                                  | Millor actuació per una actriu en un "paper convidat", Sèrie dramàtica                                | Flashpoint                        | Guanyador | [ 15 ] |
| 2010 | Festival Sundance                              | Premi del jurat especial de cinema internacional a l'actuació                                         | Grown Up Movie Star               | Guanyador | [ 16 ] |
| 2010 | Premis Gemini                                  | Millor actuació per una actriu en un "paper convidat", Sèrie dramàtica                                | Bloodletting and Miraculous Cures | Guanyador | [ 15 ] |
| 2010 | Premis Genie                                   | Millor actuació per una actriu en el paper protagonista                                               | Grown Up Movie Star               | Nominat   | [ 15 ] |
| 2012 | Festival de Whistler                           | Millor actor en un Premi de pel·lícula Borsos                                                         | Picture Day                       | Guanyador | [ 17 ] |
| 2013 | Premi ACTRA                                    | Paper esporàdic – Actriu                                                                              | Picture Day                       | Guanyador | [ 18 ] |
| 2013 | Premis de la Crítica Televisiva                | Millor actriu protagonista en una sèrie dramàtica                                                     | Orphan Black                      | Guanyador | [ 19 ] |
| 2013 | Premis TCA                                     | Menció individual en drama                                                                            | Orphan Black                      | Guanyador | [ 20 ] |
| 2013 | Premis Joves Hollywood                         | Actuació revelació – Actriu                                                                           | Orphan Black                      | Guanyador | [ 21 ] |
| 2013 | Festival de Hamptons                           | Actuació revelació                                                                                    | Picture Day                       | Guanyador | [ 22 ] |
| 2013 | Festival de Whistler                           | Millor actor en un Premi de pel·lícula Borsos                                                         | Cas and Dylan                     | Guanyador | [ 17 ] |
| 2014 | Premis de l'Elecció Popular                    | Actriu preferida de ciència-ficció/fantasia                                                           | Orphan Black                      | Nominat   | [ 23 ] |
| 2014 | Premi Golden Globe                             | Millor actriu – sèrie de televisió dramàtica                                                          | Orphan Black                      | Nominat   | [ 24 ] |
| 2014 | Premis Satellite                               | Millor actriu – Sèrie de televisió dramàtica                                                          | Orphan Black                      | Nominat   | [ 25 ] |
| 2014 | Premis al Guió Canadenc                        | Millor actuació d'una actriu en el paper de protagonista dramàtica                                    | Orphan Black                      | Guanyador | [ 15 ] |
| 2014 | Premis al Guió Canadenc                        | Millor actuació d'una actriu en el paper protagonista                                                 | Cas and Dylan                     | Nominat   | [ 15 ] |
| 2014 | Premi ACTRA                                    | Actuació esporàdica – Actriu                                                                          | Orphan Black                      | Nominat   | [ 26 ] |
| 2014 | Cercle de Crítics Cinematogràfics de Vancouver | Millor actriu d'una pel·lícula canadenca                                                              | Picture Day                       | Nominat   | [ 27 ] |
| 2014 | Premis Gracie                                  | Millor actriu revelació en un paper esporàdic                                                         | Orphan Black                      | Guanyador | [ 28 ] |
| 2014 | Premis de la Crítica Televisiva                | Millor actriu protagonista en una sèrie dramàtica                                                     | Orphan Black                      | Guanyador | [ 29 ] |
| 2014 | Premi TCA                                      | Menció individual en drama                                                                            | Orphan Black                      | Nominat   | [ 30 ] |
| 2014 | Premis Constellation                           | Millor actuació femenina en una episodi de televisió de ciència-ficció de 2013                        | Orphan Black                      | Guanyador | [ 31 ] |
| 2014 | Premis Constellation                           | Millor contribució esporàdica canadenca a una pel·lícula/sèrie de televisió de ciència-ficció de 2013 | Orphan Black                      | Guanyador | [ 31 ] |
| 2014 | Premis EWwy                                    | Millor actriu d'una sèrie dramàtica                                                                   | Orphan Black                      | Guanyador | [ 32 ] |
| 2015 | Premis del Sindicat d'Actors de Cinema         | Millor actuació esporàdica d'una actriu en una sèrie dramàtica                                        | Orphan Black                      | Nominat   | [ 33 ] |
| 2015 | Premi ACTRA                                    | Millor actuació esporàdica – Actriu                                                                   | Orphan Black                      | Guanyador | [ 34 ] |
| 2015 | Premis al Guió Canadenc                        | Millor actuació d'una actriu en un paper protagonista dramàtic                                        | Orphan Black                      | Guanyador | [ 15 ] |
| 2015 | Premis Primetime Emmy                          | Millor actriu protagonista esporàdica en una sèrie dramàtica                                          | Orphan Black                      | Nominat   | [ 35 ] |
| 2016 | Premis al Guió Canadenc                        | Millor actuació d'una actriu en el paper de protagonista dramàtica                                    | Orphan Black                      | Guanyador | [ 36 ] |
| 2016 | Premis Primetime Emmy                          | Millor actriu protagonista esporàdica en una sèrie dramàtica                                          | Orphan Black                      | Guanyador | [ 37 ] |
| 2016 | Premis de la Crítica Televisiva                | Millor actriu protagonista en una sèrie dramàtica                                                     | Orphan Black                      | Nominat   | [ 38 ] |
| 2016 | Premi ACTRA                                    | Millor actuació esporàdica – Actriu                                                                   | Orphan Black                      | Nominat   | [ 39 ] |
| 2017 | Premis Satellite                               | Millor actriu – Sèrie de televisió dramàtica o de gènere                                              | Orphan Black                      | Nominat   | [ 40 ] |
| 2017 | Premis al Guió Canadenc                        | Millor actuació d'una actriu en el paper de protagonista dramàtica                                    | Orphan Black                      | Guanyador | [ 41 ] |
| 2017 | Premis al Guió Canadenc                        | Millor sèrie de televisió - Drama                                                                     | Orphan Black                      | Guanyador | [ 42 ] |
| 2017 | Premis al Guió Canadenc                        | Millor actuació d'una actriu en el paper de protagonista                                              | The Other Half                    | Guanyador | [ 43 ] |
| 2017 | Premi ACTRA                                    | Millor actuació esporàdica – Actriu                                                                   | Two Lovers and a Bear             | Nominat   | [ 44 ] |